# Xdinary Heroes
Xdinary Heroes (kor. 엑스디너리 히어로즈) – południowokoreański zespół rockowy z sub-labelu Studio J należącego do JYP Entertainment. Oficjalnie zadebiutowali 6 grudnia 2021 roku singlem „Happy Death Day”. Zespół składa się z sześciu członków: Gunil, Jungsu, Gaon, O.de, Jun Han i Jooyeon. Wszyscy członkowie są zaangażowani w pisanie, komponowanie i produkcję muzyki zespołu. Nazwa zespołu jest skróconą formą „Extraordinary Heroes”, co oznacza „każdy może stać się bohaterem”.

## Historia

### 2021: Powstanie i debiut z „Happy Death Day”
1 listopada JYP Entertainment opublikowało zwiastun zatytułowany „Heroes Are Coming”, sugerujący debiut nowej grupy. Tydzień później, 8 listopada, ujawniono logo i nazwę grupy oraz uruchomiono oficjalne konta grupy w mediach społecznościowych. Jooyeon został oficjalnie ogłoszony jako pierwszy członek grupy, a następnie, od 15 do 20 listopada, dołączyli O.de, Gaon, Jun Han, Jungsu i Gunil. W dniach 22-27 listopada ukazały się zwiastuny ujawniające pozycje członków, poczynając od Jooyeona grającego na basie 22 listopada, następnie O.de grającego na syntezatorze 23 listopada, Gaona grającego na gitarze elektrycznej 24 listopada, Jun Han grający na gitarze elektrycznej 25 listopada, Jungsu na keyboardzie 26 listopada i Gunil grający na perkusji 27 listopada. Ujawniono również, że Jungsu i O.de początkowo trenowali, aby być członkami grupy K-pop, ale później powiedziano im, że będą w zespole.
6 grudnia Xdinary Heroes zadebiutowali singlem „Happy Death Day”. Piosenka zadebiutowała na 12. miejscu listy Billboard World Digital Song Sales.

### Od 2022:Hello, World!,OverloadiDeadlock
28 czerwca 2022 roku Xdinary Heroes ogłosili, że 20 lipca wydadzą swój pierwszy minialbum Hello, World!.
16 września zespół ogłosił wydanie swojego drugiego minialbumu o nazwie Overload, który ma zostać wydana 4 listopada. 19 października grupa ogłosiła swój pierwszy solowy koncert „Stage ♭ : Overture”, który odbędzie się w dniach 16-18 grudnia. 30 października ogłoszono, że premiera Overload zostanie przełożona ze względu na okres żałoby narodowej po incydencie wybuchu paniki podczas imprezy zorganizowanej z okazji Halloween, który miał miejsce dzień wcześniej. 6 listopada JYP Entertainment ogłosiło, że zespół wyda Overload 11 listopada.
6 marca 2023 roku zespół ogłosił plany wydania nowego albumu w kwietniu. 7 kwietnia zespół ogłosił wydanie swojego trzeciego minialbumu Deadlock zaplanowanego na 26 kwietnia.

## Członkowie
| Pseudonim   | Pseudonim | Prawdziwe imię | Prawdziwe imię | Data urodzenia   | Pozycja                                |
| Latynizacja | Hangul    | Latynizacja    | Hangul         | Data urodzenia   | Pozycja                                |
| ----------- | --------- | -------------- | -------------- | ---------------- | -------------------------------------- |
| Gunil       | 건일      | Goo Gun-il     | 구건일         | 24 lipca 1998    | lider, perkusista                      |
| Jungsu      | 정수      | Kim Jung-su    | 김정수         | 26 czerwca 2001  | klawiszowiec, główny wokalista         |
| Gaon        | 가온      | Kwak Ji-seok   | 곽지석         | 14 stycznia 2002 | gitarzysta rytmiczny, raper, wokalista |
| O.de        | 오드      | Oh Seung-min   | 오승민         | 11 czerwca 2002  | klawiszowiec, raper, wokalista         |
| Jun Han     | 준한      | Han Hyeong-jun | 한형준         | 18 sierpnia 2002 | gitarzysta prowadzący                  |
| Jooyeon     | 주연      | Lee Joo-yeon   | 이주연         | 12 września 2002 | basista, główny wokalista, maknae      |

## Dyskografia

### Albumy Studyjne
| Rok  | Dane dot. albumu                                                                                                | Najwyższa pozycja | Sprzedaż       |
| Rok  | Dane dot. albumu                                                                                                | KOR (Circle)      | Sprzedaż       |
| ---- | --- | ----------------- | -------------- |
| 2024 | Troubleshooting - Wydany: 30 kwietnia 2024 - Wytwórnia: Studio J, JYP - Format: CD, digital download, streaming | 10                | - KOR: 97 732+ |

### Minialbumy
| Rok  | Dane dot. albumu                                                                                                  | Najwyższa pozycja | Najwyższa pozycja | Najwyższa pozycja | Najwyższa pozycja | Sprzedaż        |
| Rok  | Dane dot. albumu                                                                                                  | KOR (Circle)      | POL               | US Heat.          | US World Albums   | Sprzedaż        |
| ---- | --- | ----------------- | ----------------- | ----------------- | ----------------- | --------------- |
| 2022 | Hello, World! - Wydany: 20 lipca 2022 - Wytwórnia: Studio J, JYP - Format: CD, digital download, streaming        | 4                 | 28                | –                 | –                 | - KOR: 65 494+  |
| 2022 | Overload - Wydany: 11 listopada 2022 - Wytwórnia: Studio J, JYP - Format: CD, digital download, streaming         | 5                 | 41                | 19                | 14                | - KOR: 82 469+  |
| 2023 | Deadlock - Wydany: 26 kwietnia 2023 - Wytwórnia: Studio J, JYP - Format: CD, digital download, streaming          | 8                 | –                 | –                 | –                 | - KOR: 131 871+ |
| 2023 | Livelock - Wydany: 11 października 2023 - Wytwórnia: Studio J, JYP - Format: CD, digital download, streaming      | 7                 | 49                | –                 | –                 | - KOR: 98 385+  |
| 2024 | Live and Fall - Wydany: 14 października 2024 - Wytwórnia: Studio J, JYP - Format: CD, digital download, streaming | 8                 | –                 | –                 | –                 | - KOR: 97 048+  |
| 2025 | Beautiful Mind - Wydany: 24 marca 2025 - Wytwórnia: Studio J, JYP - Format: CD, digital download, streaming       | 4                 | –                 | –                 | –                 | - KOR: 105 652+ |

### Single

#### Single cyfrowe
| Rok                                                       | Tytuł                       | Najwyższa pozycja | Najwyższa pozycja | Najwyższa pozycja | Album            |
| Rok                                                       | Tytuł                       | KOR               | KOR               | US World          | Album            |
| Rok                                                       | Tytuł                       | Circle            | Songs             | US World          | Album            |
| --------------------------------------------------------- | --------------------------- | ----------------- | ----------------- | ----------------- | ---------------- |
| 2021                                                      | „Happy Death Day"           | –                 | –                 | 12                | –                |
| 2022                                                      | „Test Me"                   | –                 | –                 | –                 | Hello, World!    |
| 2022                                                      | „Strawberry Cake"           | –                 | –                 | –                 | Hello, World!    |
| 2022                                                      | „Hair Cut"                  | –                 | –                 | –                 | Overload         |
| 2023                                                      | „Freakin' Bad"              | –                 | –                 | –                 | Deadlock         |
| 2023                                                      | „Break the Brake"           | –                 | –                 | –                 | Livelock         |
| 2024                                                      | „Dreaming Girl"             | –                 | –                 | –                 | Troubleshoooting |
| 2024                                                      | „Little Things"             | –                 | –                 | –                 | Troubleshoooting |
| 2024                                                      | „Boy Comics"                | –                 | –                 | –                 | Live and Fall    |
| 2024                                                      | „Love and Fear"             | –                 | –                 | –                 | Live and Fall    |
| 2024                                                      | „Save Me"                   | –                 | –                 | –                 | Live and Fall    |
| 2024                                                      | „Instead!" (z Yoon Do-hyun) | –                 | –                 | –                 | Live and Fall    |
| 2024                                                      | „Night Before the End"      | –                 | –                 | –                 | Live and Fall    |
| 2025                                                      | „Beautiful Life"            | –                 | –                 | –                 | Beautiful Mind   |
| „–” oznacza, że singiel nie był notowany na danej liście. |                             |                   |                   |                   |                  |

## Wideografia

### Teledyski
| Tytuł             | Rok  | Reżyser              |
| ----------------- | ---- | -------------------- |
| „Happy Death Day” | 2021 | 725 (SL8 Visual Lab) |
| "Test Me"         | 2022 | 725 (SL8 Visual Lab) |
| "Strawberry Cake" | 2022 | 725 (SL8 Visual Lab) |
| „Hair Cut”        | 2022 | 725 (SL8 Visual Lab) |
| „Freakin' Bad”    | 2023 | 725 (SL8 Visual Lab) |
| "Good Enough"     | 2023 | 725 (SL8 Visual Lab) |
| "Dear H."         | 2023 | 725 (SL8 Visual Lab) |